# Hypanthidioides marginata
Hypanthidioides marginata är en biart som först beskrevs av (moure och Urban 1993, och fick sitt nu gällande namn av >. Hypanthidioides marginata ingår i släktet Hypanthidioides och familjen buksamlarbin. Inga underarter finns listade i Catalogue of Life.